# East Gaffney
East Gaffney – jednostka osadnicza w Stanach Zjednoczonych, w stanie Karolina Południowa, w hrabstwie Cherokee.